# 雷德胡克
雷德胡克（英語：Red Hook）是位于美国纽约州达奇斯县的一个镇，地处达奇斯县西北部，建于1812年。2010年美国人口普查时，该镇有11319人。其面积为40平方英里。9号美国国道经过此地。 